# Bandipore
Bandipore é uma cidade e uma notified area committee no distrito de Baramula, no estado indiano de Jammu & Kashmir.

## Demografia
Segundo o censo de 2001, Bandipore tinha uma população de 25 714 habitantes. Os indivíduos do sexo masculino constituem 54% da população e os do sexo feminino 46%. Bandipore tem uma taxa de literacia de 51%, inferior à média nacional de 59,5%; com 65% para o sexo masculino e 35% para o sexo feminino. 12% da população está abaixo dos 6 anos de idade.